# أنطونيو سانتوس سانشيز
أنطونيو سانتوس سانشيز (بالإسبانية: Antonio Santos Sánchez)‏ (19 سبتمبر 1998 بغوادالاخارا في المكسيك - ) هو لاعب كرة قدم مكسيكي في مركز الدفاع.

## وصلات خارجية
- أنطونيو سانتوس سانشيز على موقع Soccerway.com (الإنجليزية)